# دم‌بریده‌مارماهی
دم‌بریده‌مارماهی (نام علمی: Cyema atrum) نام یک گونه از تیره مارماهی پاشلکی دم‌بریده است.